# Bombus semenovianus
Bombus semenovianus (saknar svenskt namn) är en insekt i överfamiljen bin (Apoidea) och släktet humlor (Bombus) som lever i Centralasien.

## Utseende
Honorna (drottning och arbetare) har svart huvud, gul mellankropp, de tre främsta bakkroppssegmenten svarta och resten av bakkroppen orange. Ett mindre antal drottningar har dock det främsta bakkroppssegmentet gult, utom en smal svart mittsträng som vidgar sig något bakåt. Hanarna påminner om honorna, men kan ha gul nacke och en del gula hår inblandade bland de svarta på hjässan. Dessutom är alltid det främsta bakkroppssegmentet gult, och den främre, centrala delen av det andra. Ofta är detta parti så stort att det helt täcker det andra bakkroppssegmentet utom en tunn linje längs bakkanten. 

## Vanor
Humlan är en bergsart, som i Kashmir lever på höjder mellan 2 400 och 3 700 m. Den hämtar sin föda framför allt från korgblommiga växter (som bolltistlar), kransblommiga växter (som bland andra syskor och myntor) samt ärtväxter (gul sötväppling).

## Utbredning
Bombus semenovianus finns i Centralasien från bergskedjan Hindu Kush, Pakistan och Kashmir. Den har också påträffats i Mongoliet (1930).